# Histoire des Palaos
L'histoire des Palaos s'étend sur trois millénaires, avec de nombreuses cultures en terrasses installées de 491 à 1810. L'archipel est trouvé par les Européens à la fin du dix-septième siècle : d'abord colonisé par les Espagnols, il est ensuite revendiqué par les Britanniques et les Allemands. En 1898, l'Espagne perd la guerre hispano-américaine et vend l'archipel des Palaos à l'Allemagne. L'archipel tombe sous occupation japonaise avec le traité de Versailles, puis américaine à la fin de la seconde Guerre mondiale. Les Palaos gagnent leur indépendance en 1994 et restent étroitement liées aux États-Unis.

## Peuplement
Des tombes retrouvées montrent l'existence d'une population peut-être atteinte de nanisme insulaire, à partir de 2900 à 1000 ans avant notre ère,. Ces populations sont vraisemblablement en provenance des Philippines ou de l'Insulinde.
De nombreux artefacts datant des années 620 et 630, le plus souvent fabriqués avec des coquillages, sont retrouvés. À cette époque, l'ensemble de l'archipel est peuplé.
La datation au carbone 14 indique que des travaux pour la culture en terrasses s'étalent de 491 à 1810, avec la majeure partie des interventions entre 895 et 1165.
L'histoire orale et la datation au carbone 14 indiquent que de nombreux villages sont abandonnés brusquement au début du quinzième siècle, après environ deux siècles d'occupation constante. À la fin du seizième siècle, les villages paluans prennent leur forme et leur organisation définitives.

## Arrivée des Européens
Les Espagnols voient Sonsorol pour la première fois le 6 mai 1522, quand le bateau de la circumnavigation Magellan-Elcano, le Trinidad (en), arrive au loin des deux petites îles près du 5e parallèle nord. Elles sont nommées San Juan par les missionnaires à bord du bateau.
Peleliu, Babeldaob, et Koror sont aperçues par les Européens pour la première fois lors de l'expédition espagnole de Ruy López de Villalobos, fin janvier 1543. Elles sont inscrites sur les cartes sous le nom de Los Arrecifes (« les récifs » en espagnol).
À la fin du dix-septième siècle, un groupe de marins des îles Carolines font naufrage sur Samar, à Guiuan. Ils y rencontrent le missionnaire jésuite tchèque Pablo Clain. Les marins lui montrent la localisation approximative des îles et estiment leur taille, et il se sert de ces informations pour créer la première carte européenne de la zone des Palaos,.

## Colonisation espagnole
Des missionnaires jésuites tentent de se rendre aux Palaos depuis les Philippines en 1700, 1708 et 1709 sans succès. Andrés Serrano republie la carte de Clain sous le nom Noticia de las Islas Palaos en 1705, attirant l'attention des puissances européennes sur la région.

Une expédition menée par Francisco Padilla finit par arriver aux Palaos le 30 novembre 1710. Le Santa Trinidad s'arrête sur Sonsorol ; deux prêtres s'y retrouvent bloqués quand une tempête emporte leur bateau au loin, jusqu'à Mindanao. Fin 1711, trois missionnaires quittent Guam avec l'intention d'aider leurs deux collègues perdus, mais au troisième jour de leur expédition, leur bateau fait nauvrage, laissant deux survivants sur 115 personnes à bord. Ces survivants découvrent que les deux missionnaires disparus ont été assassinés bien plus tôt. En 1720, un prêtre en mission capture des natifs paluans qui lui racontent avoir tué et mangé les prêtres. Ces échecs successifs valent aux Palaos le surnom Islas Encantadas, îles enchantées.

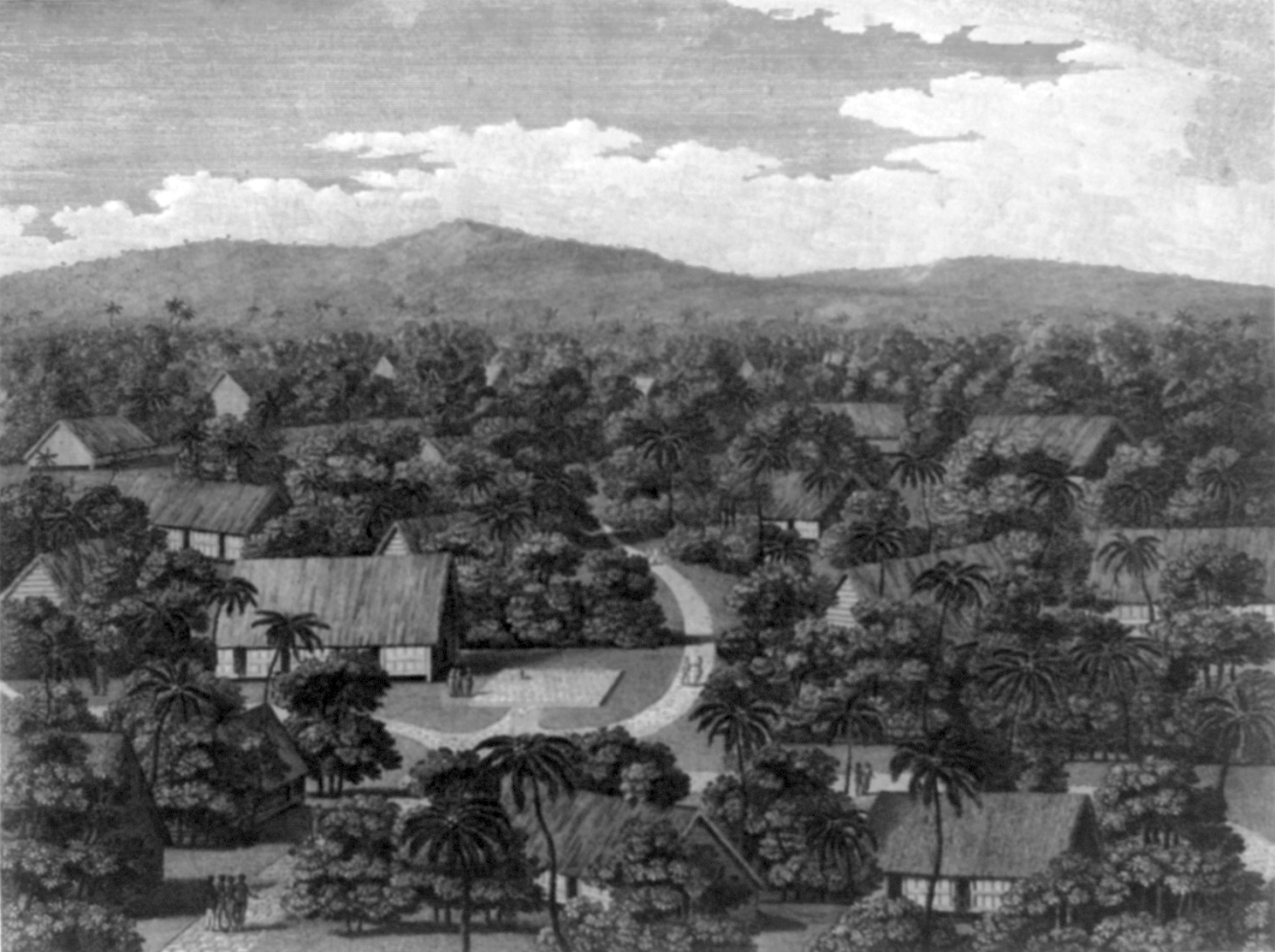
Place de la mairie de la ville de Pelew, 1788.

Au cours de ses explorations, l’Antelope du capitaine Henry Wilson s'échoue sur une des îles en 1783. Il s'allie avec l'Ibedul, chef du clan de Koror, et l'aide à vaincre ses adversaires de Melekeok et Reklai. Les Britanniques revendiquent l'île de 1784 à 1800 sous le nom de Pelew Islands.

Les îles Carolines, dont font partie les Palaos, sont sous domination espagnole depuis le XVIe siècle. En 1885, à la suite d'un conflit entre l'Espagne et l'Allemagne, l'arbitrage du pape Léon XIII confirme la possession de l'archipel par l'Espagne contre des avantages commerciaux pour l'Allemagne.

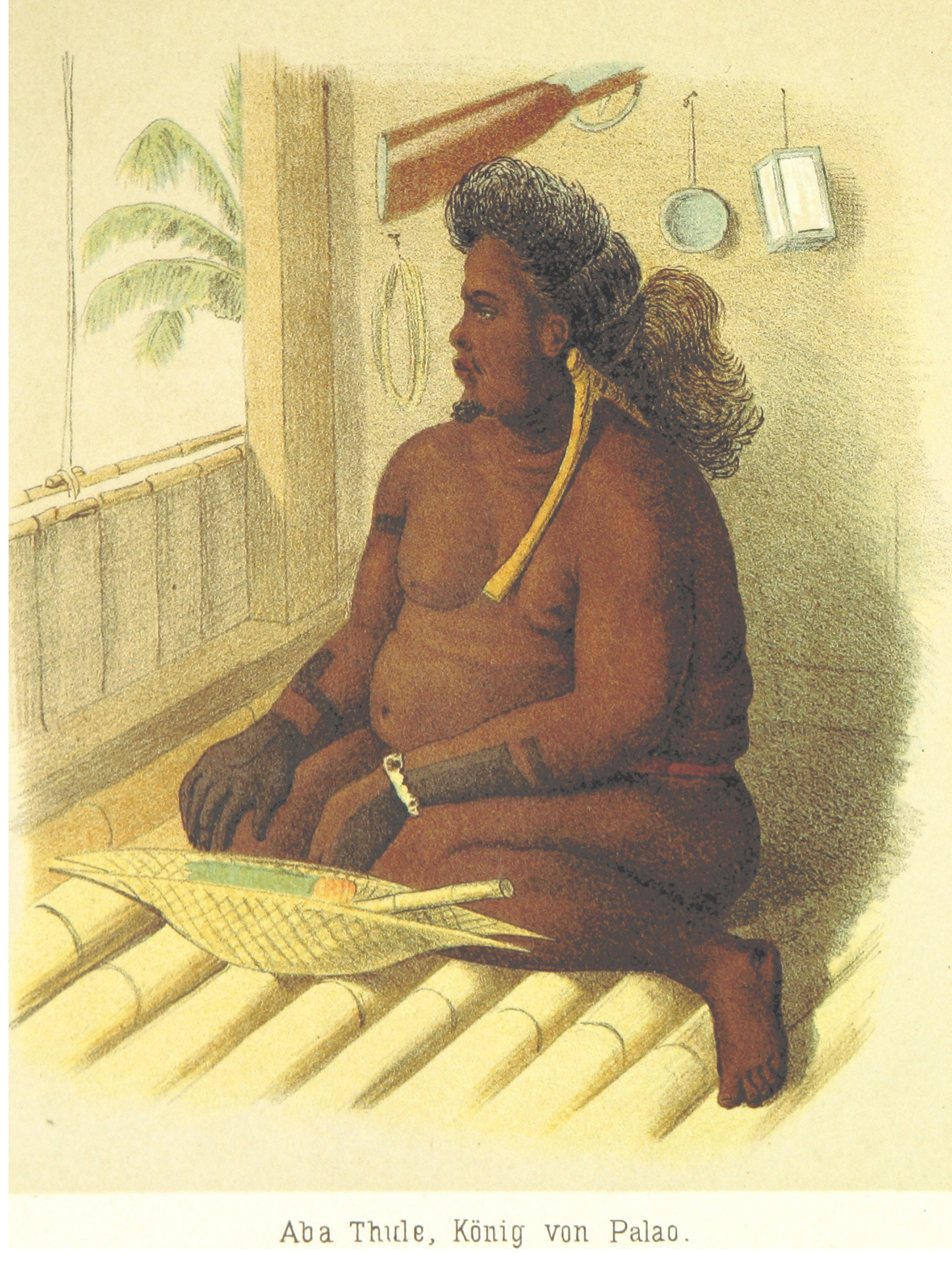
LIbedul, roi des Palaos, 1883.

En 1885, les Espagnols prennent le contrôle administratif de l'archipel. Or, à cette époque, la culture des concombres de mer s'est déplacée vers les Philippines et l'Indonésie, rendant les Palaos peu intéressantes pour les colons. Les Espagnols ne cherchent pas à développer l'île, se contentant d'établir des missions catholiques sur les îles de Koror et Melekeok ; ces missions d'évangélisation et d'alphabétisation sont menées par des Frères mineurs capucins.

## Occupation allemande

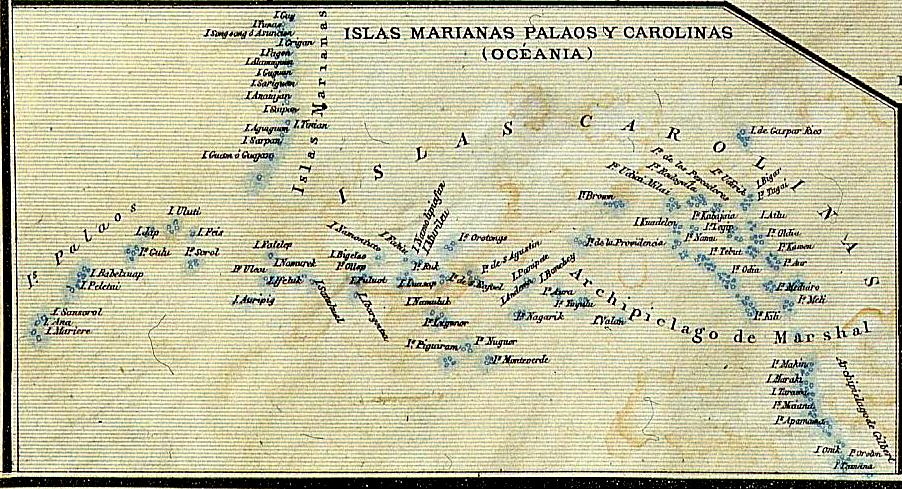
Une carte espagnole de 1888 incluant les Palaos.

En 1898, l'Espagne perd la guerre hispano-américaine et avec elle, la possession des Philippines. Elle vend l'archipel des Palaos à l'Allemagne dans le contexte du traité germano-espagnol et sont intégrées à la Nouvelle-Guinée allemande,.

L'administration allemande installe plusieurs mines, notamment de phosphate, et plantations de coprah sur l'archipel. Les jeunes hommes autochtones sont souvent forcés d'y travailler, surtout dans les mines de phosphates d'Angaur et de Peleliu, sur les plantations de cocotiers, et pour la construction d'une digue sur Babeldaob, qui n'est jamais complétée. Ces travaux s'inscrivent dans le cadre d'une large réforme sociale lors de laquelle l'administration allemande pousse les autochtones à se regrouper dans des villages plus larges que ceux traditionnels et lancent des grands travaux de construction, pour la plupart portuaires.

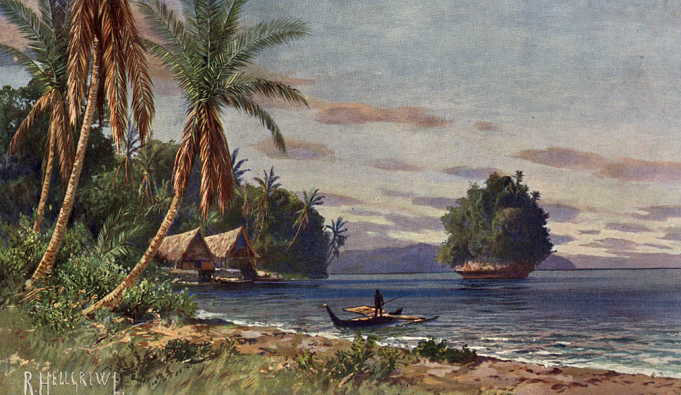
Village on the Palau Islands, peinture de Rudolf Hellgrewe, vers 1908

## Occupation japonaise

### Première Guerre mondiale

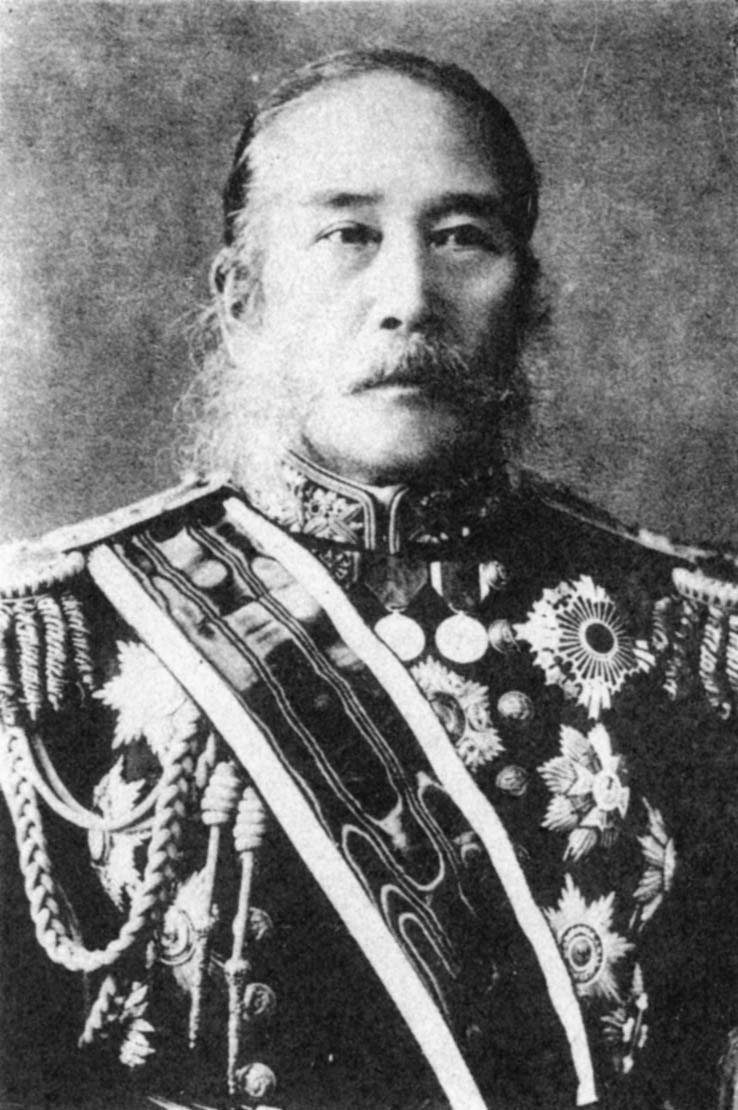
Enomoto Takeaki, avant 1908.

L'implantation japonaise dans les îles micronésiennes trouve son origine dans le développement dans les premières années de l'ère Meiji du Nanshin-ron, doctrine politique qui promeut, par l'empire du Japon, la constitution d'une aire d'influence sur l'Asie du Sud-Est et les îles de l'Océan Pacifique,,. L'un des principaux protagonistes de la progression de cette doctrine est Enomoto Takeaki (1836-1908), ministre japonais haut placé, qui dans les années 1885-1895, joue un rôle prépondérant en influençant l'action des ministères,.

La guerre sino-japonaise de 1894-1895 et celle russo-japonaise de 1905, victorieuses, donnent au Japon une nouvelle puissance. Le Japon active l'alliance anglo-japonaise et déclare la guerre à l'Allemagne le 23 août 1914,.

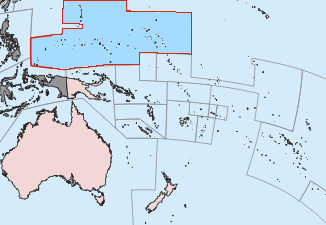
Carte du sud-ouest de l'Océan Pacifique mettant en évidence le mandat des îles du Pacifique.

Les prétentions du Japon sur la Micronésie sont reconnues lors du traité de Versailles en 1919 et l'Empire obtient de la nouvelle Société des Nations un mandat C, peu contraignant en obligations envers les populations, qui l'autorise à administrer la zone comme une partie intégrante de son territoire.

### Occupation japonaise

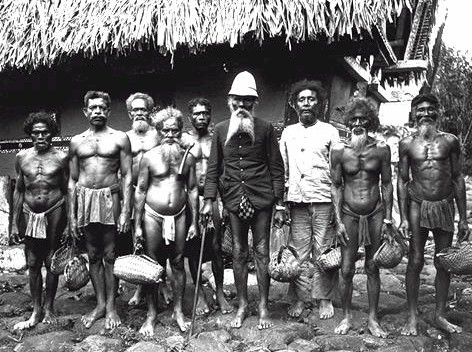
Chefs Koror en 1915.

Lors de leur arrivée à Kosrae, à Ponhpei, dans les Îles Truk et les Îles Yap, en octobre 1914, les troupes navales de débarquement jouent un rôle d'administration. Leurs commandants ont pour consigne de respecter la propriété, la religion, les coutumes et traditions locales et les lois allemandes non préjudiciables aux intérêts japonais. Très rapidement, une administration très complète couvrant l'ensemble des secteurs de la vie quotidienne et économique est mise en place. Sous cette nouvelle colonisation, tous les missionnaires catholiques sont déportés : il n'en reste aucun en 1918.
L'obtention du Mandat accélère la transmission des pouvoirs à un personnel civil. En mars 1922 est créé le Gouvernement des mers du Sud, basé à Koror aux Palaos, avec à sa tête un gouverneur. Au milieu des années 1930, environ 950 Japonais y travaillent. L'échelon le plus bas en est la police qui peut représenter la seule présence japonaise dans les îles et atolls. Des indigènes peuvent être recrutés en son sein. Les chefs traditionnels micronésiens des îles et atolls principaux, dans la continuité des pratiques des occupants occidentaux précédents, ont peu de pouvoir même si leur statut est reconnu. Ceux des terres plus éloignées, où il n'existe pas de présence officielle japonaise permanente sont beaucoup plus libres.

Aux Palaos, tout comme aux Îles Mariannes du Nord, l'immigration japonaise, généralement pauvre et souvent originaire d'Okinawa, se chiffre à plusieurs dizaines de milliers de personnes, surpassant largement les populations autochtones. Cette immigration, massive en comparaison des populations micronésiennes, ainsi que l'absence de sentiment nationaliste micronésien, ont sans doute eu une influence sur l'acceptation de l'occupation japonaise. La démographie de la population autochtone stagne en raison des conditions sanitaires. En 1938, on compte environ 15 000 Japonais et 6 000 Paluans aux Palaos et Koror, la capitale coloniale, est une ville japonaise classique. 

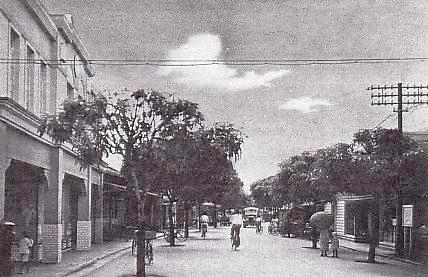
Koror sous l'occupation japonaise.

Dans le but de produire des travailleurs subordonnés, une partie de la jeunesse micronésienne suit un court enseignement, discriminatoire, à vocation d'endoctrinement, où l'apprentissage du japonais occupe la moitié du temps. Les occupants essaient aussi de leur enseigner la loyauté envers le Japon et, sans succès, la religion shintoïste. Les micronésiens sont perçus comme un peuple de troisième classe qui ne peut pas accéder au statut de sujet impérial.
Les Japonais amènent avec eux une grande partie de leur mode de vie, que ce soit dans leur habitat, leur nourriture et les biens de consommations qui sont importés, les divertissements, la religion. Ils sont très peu imités par les micronésiens. À Koror aux Palaos, le Shōnan Club est le lieu de divertissement des élites japonaises.

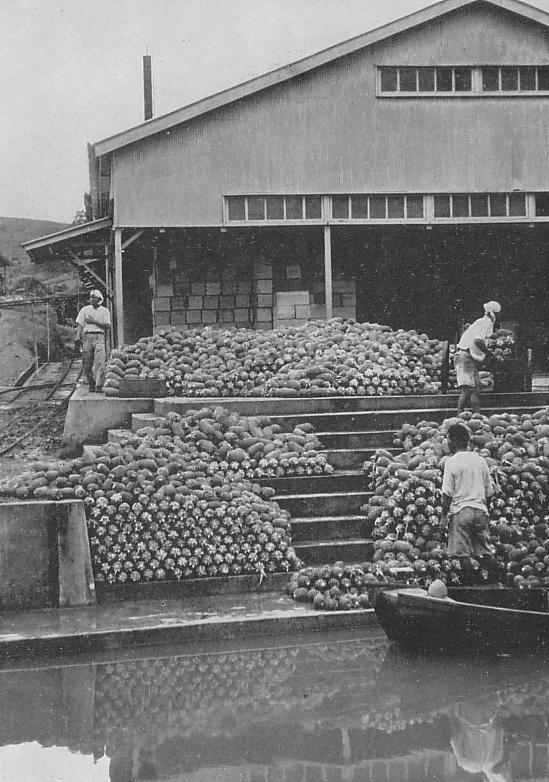
Usine d'ananas aux Palaos dans les années 1930.

Les entreprises japonaises bénéficient de la réglementation décourageant la concurrence étrangère, ainsi que, pour certaines, d'importantes subventions. Aux Palaos, l'exploitation du phosphate à ciel ouvert à Angaur, de grande envergure, atteint 3 500 tonnes par jour dans les années 1930. Des recherches agronomiques sont menées dès 1922 aux Palaos pour adapter ou développer des variétés de riz pluvial, d'ananas, de coton brut, de café et de banane. Le marché local de l'ananas bénéficie de ces recherches gouvernementales. Outre l'agriculture vivrière, les Japonais, et notamment de grandes compagnies à partir des années 1930, produisent du coprah et pratiquent la pêche, surtout celle de la bonite. Les besoins en terre sont satisfaits par la redistribution des terrains publics appartenant auparavant aux communautés micronésiennes et par des achats auprès des propriétaires privés, autorisés à partir de 1931. Malgré ces réquisitions, la présence japonaise est jugée favorablement du point de vue économique par les micronésiens en raison des emplois fournis par les Japonais et des bénéfices retirés de la vente des surplus agricole et de pêche.

### Seconde Guerre mondiale
Le Japon respecte pendant longtemps les accords de non militarisation de la Micronésie. À partir de 1939 toutefois, en prévision d'une guerre jugée probable avec les Américains, la marine japonaise procède à de nombreux aménagements militaires, notamment de pistes aériennes sur les îles et atolls, faisant parfois appel à de la main d’œuvre forcée, souvent locale mais aussi coréenne et japonaise, dans ce dernier cas des prisonniers. En 1939, elle assigne à la quatrième flotte l'administration du territoire.

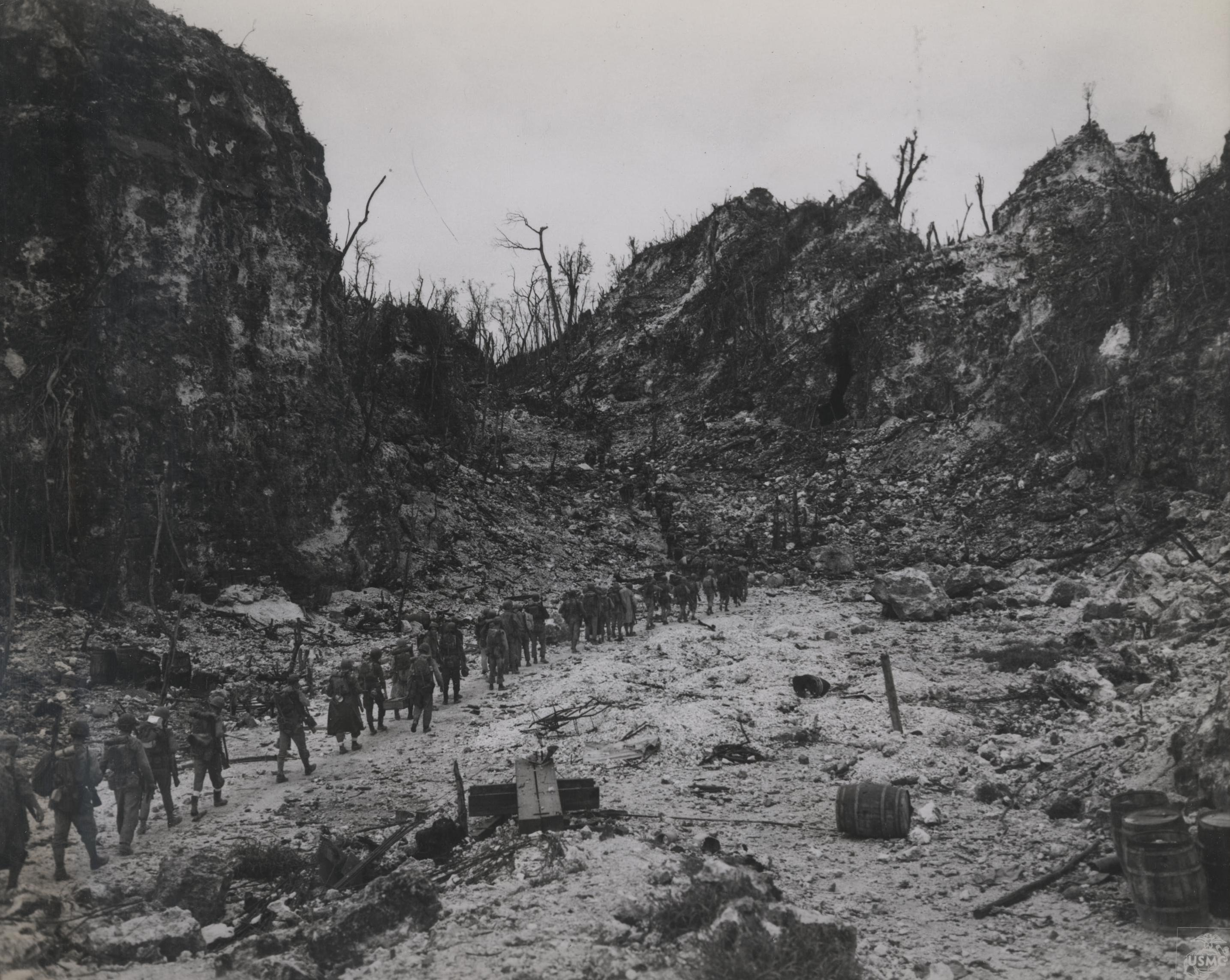
Colonne de Marines se déplaçant vers les lignes de front à travers le terrain rocheux de Peleliu, en 1944.

L'attaque de Pearl Harbor et d'un certain nombre d'îles et atolls de l'Océan Pacifique, et généralement leur invasion, est menée en décembre 1941,. Dans les actuels États fédérés de Micronésie, le lagon de Truk, vaste et bien protégé, sert de base à une importante flotte japonaise.
À partir de l'automne 1942, les forces américaines reprennent l'initiative. La conquête américaine des Îles Marshall entre février et avril 1944 est suivie de celle des îles Mariannes de juin à août 1944. Cette perte prend les Japonais par surprise, ceux-ci s'attendant à ce que les Palaos soient la cible suivante. Elle engendre un repli du Haut Commandement des forces impériales vers les Philippines en contournant les Palaos. Toutefois, pour sécuriser leur flanc est, les Américains les attaquent et se confrontent à compter de septembre et jusqu'à fin novembre, à Angaur et Peleliu, à une défense suicidaire des défenseurs japonais retranchés sous terre, presque totalement annihilés car ils ne souhaitent pas être capturés,.
La capitulation des forces japonaises de la région de Micronésie est signée le 30 août 1945 et les soldats restants rapidement rapatriés.

## Occupation américaine

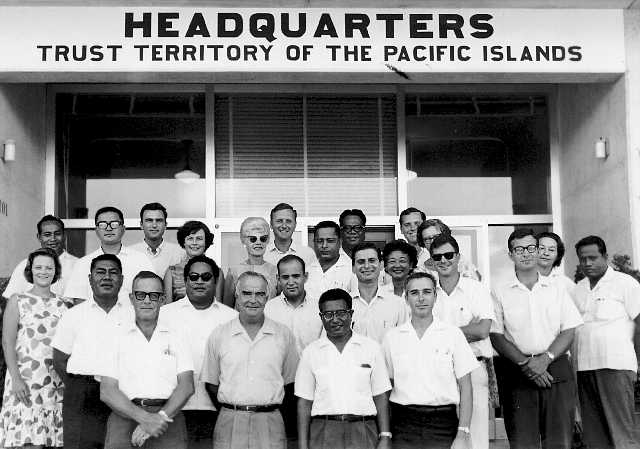
Personnel du Territoire sous tutelle des îles du Pacifique, années 1960.

Les États-Unis administrent les Palaos à partir du 18 juillet 1947 dans le cadre du territoire sous tutelle des îles du Pacifique confié par un mandat des Nations unies. L'ONU désigne cette curatelle comme stratégique, ce qui permet aux États-Unis d'aménager des installations militaires. En retour, ils doivent promouvoir le développement politique, économique, social et éducatif des populations locales. Ils doivent également favoriser le développement d'institutions politiques devant aboutir à l'autonomie gouvernementale voire à l'indépendance. Les États-Unis ne sont redevables de leur action qu'auprès du Conseil de sécurité où ils possèdent un droit de veto.

## Indépendance
En 1978 et 1979, des référendums aboutissent à une évolution différente des districts du territoire sous tutelle. Quatre des six districts forment un État fédéral qui devient les États fédérés de Micronésie en 1990 tandis que les îles Marshall et les Palaos choisissent une indépendance séparée.
Aux Palaos, une constitution est élaborée pour entrer en vigueur le 1er janvier 1981, stipulant entre autres que les Palaos sont un pays sans nucléaire. L'année suivante, le pays signe un Traité de libre-association avec les États-Unis : ce traité leur fournit des aides financières et programmes politiques américains en échange d'un monopole militaire sur l'île. De nombreux Paluans estiment que ce traité est incompatible avec la clause anti-nucléaire de leur constitution : sept référendums successifs échouent. Le traité et la constitution ne sont votés avec succès qu'en 1993.
La nouvelle constitution entre en vigueur le 1er octobre 1994, marquant la fin de la tutelle et l'indépendance effective. Le nouveau pays est admis aux Nations unies avant la fin de la même année. La fête nationale est fixée au 9 juillet, date du premier référendum constitutionnel de 1978 où les habitants des Palaos décidèrent de ne pas s'associer aux autres districts du territoire[réf. nécessaire].
Le traité est renouvelé en 2010. Les 22 et 23 mai 2023, les États-Unis signent avec les Palaos puis avec les États fédérés de Micronésie un renouveau de leurs traités respectifs de libre association. Ceux-ci font des États-Unis le garant de la défense de ces pays, et donnent aux forces militaires américaines un accès exclusif à leurs territoires, en échange d'aides américaines. Le gouvernement américain promet à cette occasion d'investir 7,1 milliards de dollars américains dans les États associés entre 2023 et 2043,. Un radar américain de surveillance de l'espace aérien est en voie d'implantation pour 2026.